# Thomas Vaughan

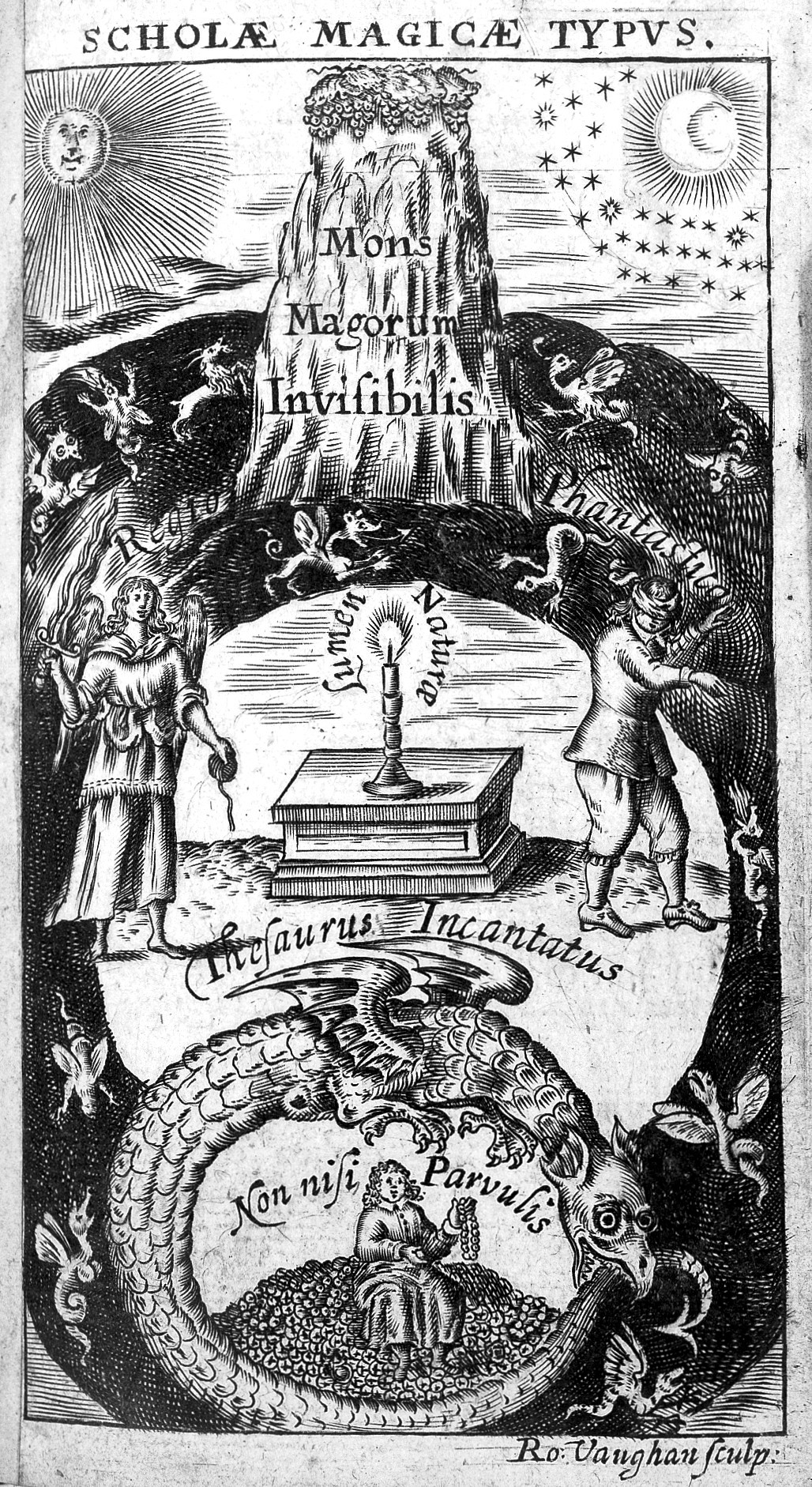
Ilustración de la página 23 de la edición Lumen de lumine de Thomas Vaughan (Eugenio Filaleteo)

Thomas Vaughan (17 de abril de 1621 - 27 de febrero de 1666) fue un clérigo anglicano, filósofo natural y alquimista galés de lengua inglesa. Publicó bajo el seudónimo Eugenio Filaleto (Eugenius Philalethes).

## Vida
Thomas Vaughan, nació en Newton, en la parroquia de Santa Brígida, en 1621, gemelo con Henry Vaughan,quien luego sería un reconocido poeta. En 1638 ingresó a Oxford (Jesus College), donde residía cuando estalló la Guerra Civil Inglesa. Durante la misma, Thomas participó en la batalla de Rowton Heath en 1645, en el bando de los realistas. Más tarde fue ordenado clérigo y, en 1640, residiendo en Oxford, se convirtió en rector de Llansantffraed, cerca de Brecon. En ese tiempo comenzó a estudiar medicina, motivado por la falta de médicos en su parroquia; diez años después, en 1650,  fue desalojado de la misma por sus simpatías realistas, siendo acusado de embriaguez.
En compañía de Robert Child, Thomas formó un círculo de estudio de la química, provisto de una bilbioteca y un laboratorio. En 1651 contrajo matrimonio con Rebecca y pasó el siguiente período de su vida en Londres; su esposa, quien colaboró con él en sus experimentos y estudios, murió en 1658. En 1661, Thomas Vaughan se peleó con un colaborador químico, Edward Bolnest, por cuestiones de dinero y supuestas promesas incumplidas, y el asunto llegó a juicio, durante el cual  Vaughan confesó que había «buscado ... durante mucho tiempo... la piedra filosofal». Entre los autores que influenciaron sus estudios se destacan Johannes Trithemius (1462-1516), Enrique Cornelio Agrippa (1486-1535) y Michael Sendivogius (1566-1636).
Después de la Restauración, fue protegido por sir Robert Moray, con quien huyó de Londres a Oxford durante la plaga de 1665. Murió en la casa de Samuel Kem, Albury, condado de Oxford, en 1666, quizás como resultado de un experimento con mercurio.

## Obras
Thomas Vaughan no era médico, pero estudió esta ciencia, junto con la alquimia y la naciente química, para preparar medicamentos según las normas del célebre Paracelso. De manera inusual para la época, trabajó en estrecha colaboración con su esposa Rebecca Vaughan. Gustaba describirse a sí mismo como miembro de una «Sociedad de Filósofos Desconocidos», y fue responsable de traducir al inglés el libro anónimo Fama Fraternitatis Rosae Crucis, un manifiesto publicado a principios del siglo XVII, bajo el nombre supuesto de Christian Rosenkreuz.
La publicación de su libro Anthroposophia Theomagica le granjeó reputación de entendido en filosofía natural y mantuvo correspondencia con Samuel Hartlib, quien ya en 1650 lo hizo conocer en Europa. Muchos de sus tratados aparecieron bajo el  seudónimo de Eugenio Filaleto, es decir «el buen nacido amigo de la verdad». Estas obras provocaron polémicas en el mundo universitario de su época.

## En la cultura popular
En el siglo XIX, en Francia, fue citado como uno de los iniciadores de la masonería y supuesto adorador del diablo. Esta falsedad se basó en Mémoires d'une ex-Palladiste, una publicación de 1896, cuya autora, Diana Vaughan afirmaba ser descendiente de Thomas y poseer documentos familiares que demostraban su pacto demoníaco y la fundación de la hermandad de los Rosacruces. Más tarde el estafador Léo Taxil, autor del engaño, develó que tanto el libro como Diana eran mixtificaciones, destinadas a obtener fama y dinero de parte de los católicos.